# M.U.G.E.N
M.U.G.E.N — бесплатный (условно-бесплатный для расширенной функциональности) графический 2D-движок виртуальных сражений и компьютерная игра, разработанная компанией Elecbyte.
Написан на языке программирования Си, с использованием библиотек Allegro. Бета-версия MUGEN работает под управлением DOS, GNU/Linux и Microsoft Windows.
Дата выпуска 17 июля 1999 года.
Движок позволяет игрокам создавать своих персонажей, уровни и другие игровые объекты при помощи интерпретируемых игрой текстовых файлов, графики и звуков. Для создания музыкального оформления имеется поддержка звуковых форматов: MP3, ADX, Ogg Vorbis и MIDI.
Формально, программа более не разрабатывается. Последняя бета-версия движка была представлена в 2013 году. Однако M.U.G.E.N по сей день пользуется популярностью среди различных энтузиастов, существуют сообщества посвященные созданию персонажей.

## Игровой процесс

Оригинальный персонаж Dragon Claw и персонаж Darkstalkers Hsien-Ko на арене RAW is WAR. Используемые полосы «жизни» основаны на Capcom vs. SNK 2

На основе M.U.G.E.N создаются игры, в основном в жанре файтинг. Движок, помимо клавиш стрелок, задействует для игрового процесса 7 кнопок, чтобы обеспечить поддержку «шестикнопочных» бойцов, которые используют три удара рукой, три удара ногой и кнопку «старт». В любом случае, для создания персонажей не обязательно задействовать все семь кнопок или следовать традиционным шести и четырёхкнопочному форматам. Не более двух игроков одновременно могут управлять персонажами, сражающимися с другими, управляемыми ИИ. Присутствует также демонстрационный режим, в котором компьютер управляет всеми бойцами. Определённый порядок выбора персонажей можно задать при помощи сценария.
Доступны следующие режимы игры по-умолчанию:
- одиночный
- совместный (simul)
- переменный (turns)
- кооперация
- на выживание (survival)
- полностью автоматический — свободный (демонстрационный) — представлен в исполняемом файле вместе с двумя связанными с ним управляющими сценариями, но никогда не используется.

Для командного противостояния, каждый из игроков со своей стороны может выбрать один из трёх типов командной игры:
- Одиночный — отсутствие команды.
- Совместный — предоставляет выбравшему этот режим игроку напарника, управляемого компьютером и сражающегося самостоятельно.
- Переменный — задействует для каждого нового раунда новых противников, в зависимости от количества сражающихся (обычно в схватке от 2 до 4 различных бойцов).

Перед началом боя исходные параметры «жизни» персонажей будут подогнаны под количество сражающихся с каждой стороны. Если с одной стороны в раунде участвует два бойца, а с другой — только один, то у каждого из двух персонажей, сражающихся на одной стороне, будет только половина от максимального значения «жизни».
Командная кооперация похожа на режим турнира, за исключением того, что оба игрока сражаются одновременно на одной стороне.
В битве на выживание (survival) бесконечное количество противников, сражаться с ними можно как один на один, так и вдвоём в совместном режиме. Цель — выбить как можно большее количество оппонентов; игра прекращается, когда у команды игроков заканчиваются жизни. Режим битвы на выживание — последний из добавленных к движку. В версиях M.U.G.E.N для DOS он не представлен.

## Разное
- Официально Elecbyte утверждает, что забыла расшифровку аббревиатуры M.U.G.E.N. Однако файл «readme» из документации к её продукту гласит, что значение такого сокращения отсылает нас ко времени, когда движок предназначался для подражания играм-стрелялкам, а отнюдь не двухмерным сражениям.